# کارلوس کاساراویا
کارلوس کاساراویا (اسپانیایی: Carlos Casaravilla‎؛ ‏ ۱۲ اکتبر ۱۹۰۰ – ۱۷ فوریهٔ ۱۹۸۱) بازیگر اهل اروگوئه بود. وی در ال‌لازاریو دی تورمس نقش‌آفرینی نمود که برندهٔ خرس طلایی دهمین جشنواره بین‌المللی فیلم برلین شد.
از فیلم‌هایی که وی در آن نقش داشته است، می‌توان به غرور و تعصب، مشت، دزدان دریایی و کاراته، جنایت در یک صبح تابستانی، سوارکاران، ۵۵ روز در پکن، ال‌لازاریو دی تورمس، مرگ یک دوچرخه‌سوار، راز لباس سرخ، کمدین‌ها، صبح بخیر، کنتس کوچک، و میهمانی ادامه دارد اشاره کرد.